# Rąbień
Rąbień [pronunciación en polaco: /ˈrɔmbʲɛɲ/] es un pueblo ubicado en el distrito administrativo (gmina) de Aleksandrów Łódzki, en el distrito de Zgierz, voivodato de Łódź, Polonia. Según el censo de 2011, tiene una población de 1431 habitantes.
Está situado aproximadamente a 4 kilómetros al sur de Aleksandrów Łódzki, a 11 kilómetros al suroeste de Zgierz y a 11 kilómetros al oeste de la capital regional, Łódź.